# Frank Merrick
Frank Merrick   (Clifton, 30 d'abril de 1886 - Londres, 1 de febrer de 1981) va ser un compositor, pianista i esperantista anglès.

## Biografia
Va ser amic d'Artur Schnabel i Mark Hambourg, va conèixer Ignacy Jan Paderewski i va estudiar amb Theodor Leschetizky. Des de jove va col·laborar amb músics i cantants coneguts, com la mezzosoprano Clara Butt. De 1911 a 1929 va ensenyar al Royal Manchester College of Music. Entre els seus estudiants hi havia Alan Rawsthorne i Thomas Pitfield. Entre 1929 i 1956 va ensenyar al Royal College of Music i des de 1956 al Trinity College. Tot i ja que havia obtingut un diploma d'honor a la International Rubenstein Competition a Sant Petersburg el 1910, es va fer un nom al guanyar la International Columbia Graphophone Competition, per escriure els moviments restants (scherzo i finale) de la inacabada simfonia núm. 8 en si menor de Franz Schubert. Posteriorment va enregistrar diversos àlbums tocant peces de John Field, que ell mateix havia copiat a mà al Museu Britànic. També va gravar diversos àlbums d'Arnold Bax, incloent-hi la primera sonata de violí del compositor irlandès. Bax li dedicaria a Merrick l'obra Pæun. El 1968 la universitat de Bristol li va atorgar un premi honorari per la seva carrera.
Va escriure Practising the Piano, publicat per Barrie & Jenkins el 1960, obra que ha tingut diverses reedicions.
Els manuscrits originals de les seves composicions es troben al CHOMBEC (Centre per la Història de la Música a Gran Bretanya, l'Imperi i la Commonwealth) i a l'arxiu de la Universitat de Bristol. Entre elles destaquen una trentena de composicions pròpies en la llengua auxiliar internacional esperanto.

## Esperantisme i activisme social
Durant la Primera Guerra Mundial va ser empresonat vint-i-dos mesos com a objector de consciència (entre 1916 i 1919), i va ser allà que va aprendre esperanto juntament amb el sufragista Francis Westrope i amb l'ajuda de Montagu Butler. Merrick mantindria el seu suport per la llengua internacional la resta de la seva vida. Així, va tocar amb freqüència a trobades i congressos internacionals esperantistes. El 1965 va fer enregistrar algunes peces en esperanto, musicant, entre d'altres, poemes de Marjorie Boulton amb la mezzo-soprano Sybil Michelow i el cor internacional de Londres. El 1976 va visitar el London Esperanto Club per ser entrevistat amb motiu del seu 90è aniversari i com a president honorari d'aquesta institució.
Durant el seu temps a Manchester va ser tresorer del moviment sufragista i també molt actiu en la defensa dels drets dels animals, col·laborant amb la Societat Reial per a la Prevenció de la Crueltat contra els Animals. A causa d'aquest activisme, Frank i la seva primera esposa, Hope Squire, es van convertir en vegetarians, essent també molt actius a les associacions vegetarianes de l'època.